# (4594) Дашкова
(4594) Дашкова (лат. Dashkova) — типичный астероид главного пояса, открыт 17 мая 1980 года советским астрономом Людмилой Черных в Крымской астрофизической обсерватории и 1 сентября 1993 года назван в честь княгини Екатерины Дашковой.

## Обнаружение и именование
(4594) Дашкова
Открыт 17 мая 1980 года в Научном Л. И. Черных.
Назван в честь одной из самых образованных женщин в России своего времени, известного деятеля русской культуры, директора Санкт-Петербургской академии наук и президента Российской академии в 1783—1796 годах княгини Екатерины Романовны Дашковой (1744—1810).
Оригинальный текст (англ.)4594 Dashkova
Discovered 1980-05-17 by Chernykh, L. I. at Nauchnyj.
Named in honor of princess Ekaterina Romanovna Dashkova (1744—1810), one of the most educated women in Russia of her time, well-known figure in Russian culture, director of the St. Petersburg Academy of Sciences and president of the Russian Academy during 1783—1796.
Источники: DISCOVERY.DB; M.P.C. 22502.

## Орбита

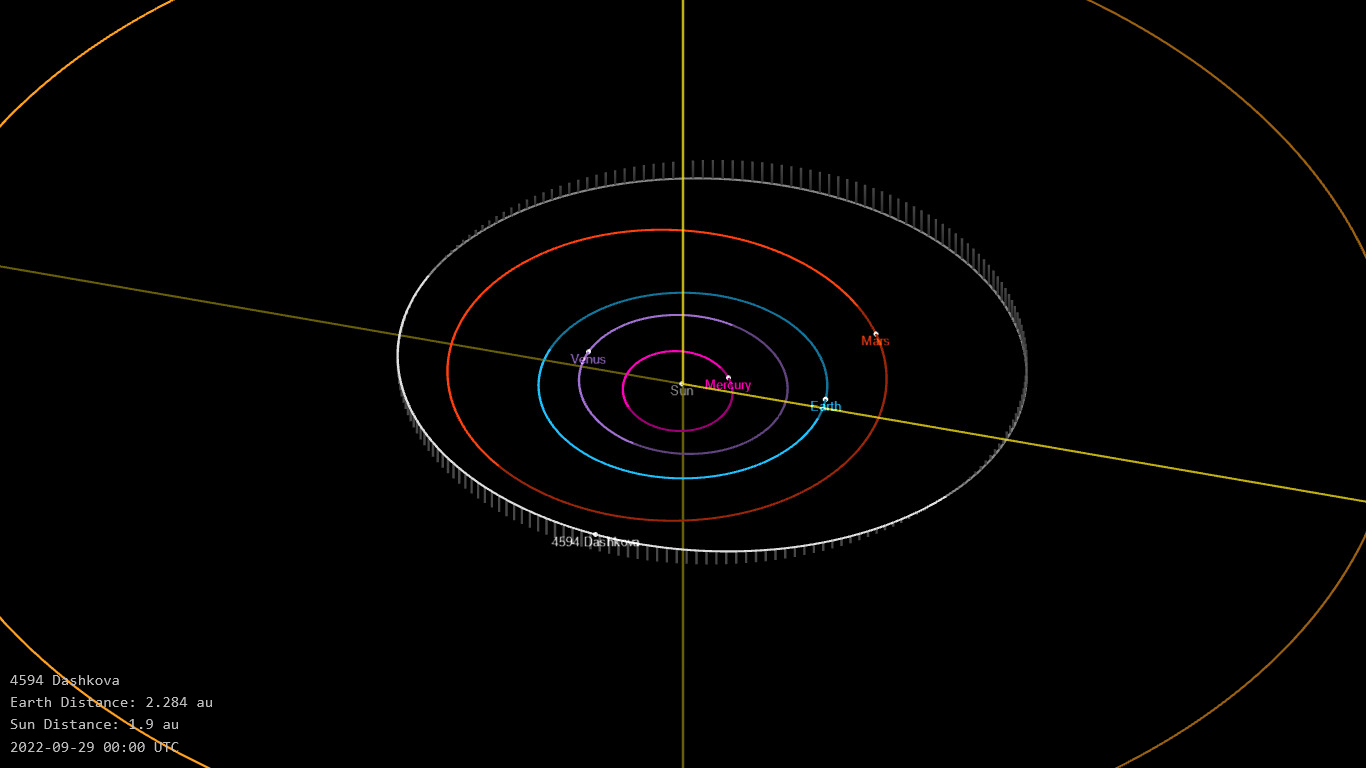
Орбита астероида Дашкова и его положение в Солнечной системе

## Физические характеристики
Из наблюдений системы Asteroid Terrestrial-impact Last Alert System следует, что астероид относится к таксономическому классу S.
По результатам наблюдений в видимом и ближнем инфракрасном диапазоне космического телескопа NEOWISE диаметр астероида оценивался равным 4,012±0,066 км. Согласно тем же источникам альбедо оценивается как 0,2091±0,0236 и 0,209±0,024.